# تایتانیک ۲
تایتانیک ۲ (به انگلیسی: Titanic II) یک کشتی اقیانوس‌پیما و نمونهٔ شبیه‌سازی‌شدهٔ کشتی تایتانیک است. پروژهٔ ساخت این کشتی در آوریل سال ۲۰۱۲ توسط کلیو پالمر میلیاردر استرالیایی آغاز شد. شرکت ستارهٔ آبی مسئول اجرای این پروژه است و قرار بود این کشتی در سال ۲۰۲۲ به آب انداخته شود.

## ساخت
پروژهٔ ساخت کشتی تایتانیک دو با نام «امتداد ستاره آبی» در سال ۲۰۱۲ با سرمایه‌گذاری یک میلیاردر استرالیایی با نام «کلایو پالمر» آغاز شد و قرار است کشتی لوکس اولیه که در سال ۱۹۱۲ پس از برخورد با یخ بزرگی در شمال اقیانوس اطلس غرق شد را بازسازی کند.
تایتانیک ۲ با ۸۴۰ اتاق و ۹ عرشه و یک نمایشگاه از تصاویر شهر کوئینزلند در استرالیا به عنوان محل تولد سرمایه‌گذار کشتی ساخته شده‌است. تنها تغییرات کشتی جدید با کشتی اصلی فناوری‌هایی است که در آن مورد استفاده است که در آن میان می‌توان به جوشکاری به جای پرچ کردن میخ، سینهٔ برآمده‌تر کشتی برای استفادهٔ مفیدتر از سوخت، ژنراتور دیزلی و سکان بزرگ‌تر برای افزایش قابلیت مانور اشاره کرد.
پالمر سرمایه‌گذار این پروژه گفته این کشتی جدید ادای احترامی به مردان و زنانی است که در کشتی اصلی کار می‌کردند.